# Quebradas (Guayanilla)
Quebradas es un barrio ubicado en el municipio de Guayanilla en el estado libre asociado de Puerto Rico. En el Censo de 2010 tenía una población de 2425 habitantes y una densidad poblacional de 529,28 personas por km².

## Geografía
Quebradas se encuentra ubicado en las coordenadas 18°2′14″N 66°48′38″O / 18.03722, -66.81056. Según la Oficina del Censo de los Estados Unidos, Quebradas tiene una superficie total de 4.58 km², que corresponden a tierra firme.

## Demografía
Según el censo de 2010, había 2425 personas residiendo en Quebradas. La densidad de población era de 529,28 hab./km². De los 2425 habitantes, Quebradas estaba compuesto por el 81.9% blancos, el 9.61% eran afroamericanos, el 0.58% eran amerindios, el 6.52% eran de otras razas y el 1.4% pertenecían a dos o más razas. Del total de la población el 99.51% eran hispanos o latinos de cualquier raza.